# فيلاريكا
فيلاريكا، (بالإنجليزية: Villaricca)‏، (نابولي: Panecuòcole)، هي بلدية في نابولي متروبوليتان، في إقليم كامبانيا الإيطالي، وتقع على بعد حوالي 10 كم شمال غرب نابولي.

## السكان
في سنة 1861 بلغ عدد السكان 2٬395 نسمة، وتطور العدد ليصل في سنة 2011 لـ 30٬052 نسمة.
يظهر هذا المخطط البياني تطور النمو السكاني لـ فيلاريكا

## أعلام
- جايتانو كابوغروسو